# Bossaball

Terrain de bossaball.

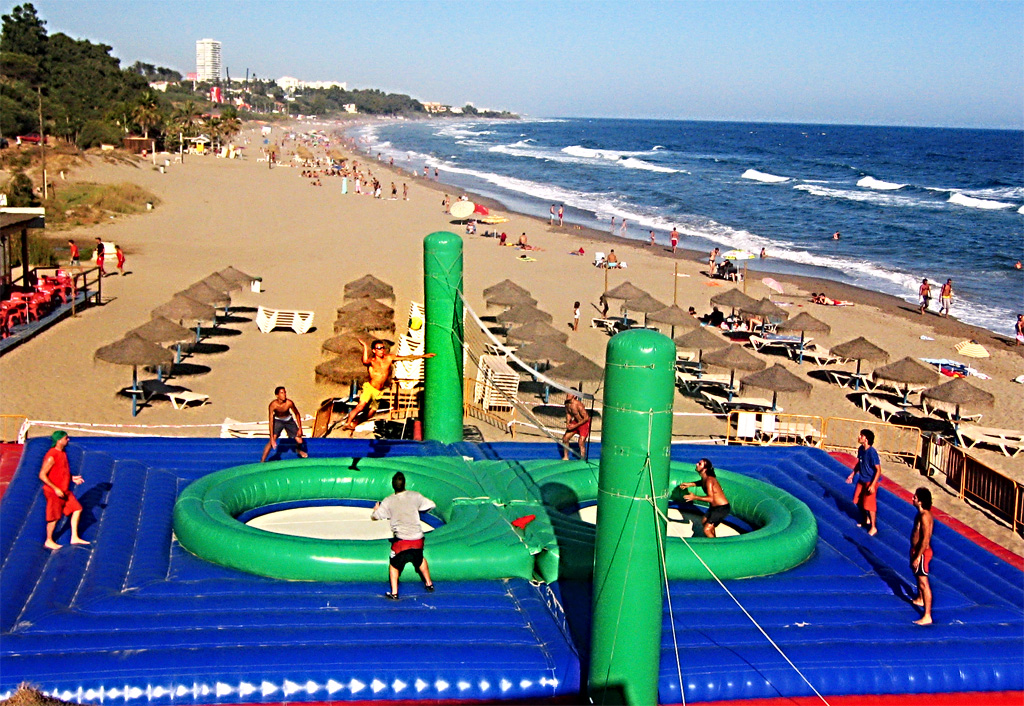
Terrain de bossaball, les zones blanches au centre sont les trampolines, la zone verte le bossawall.

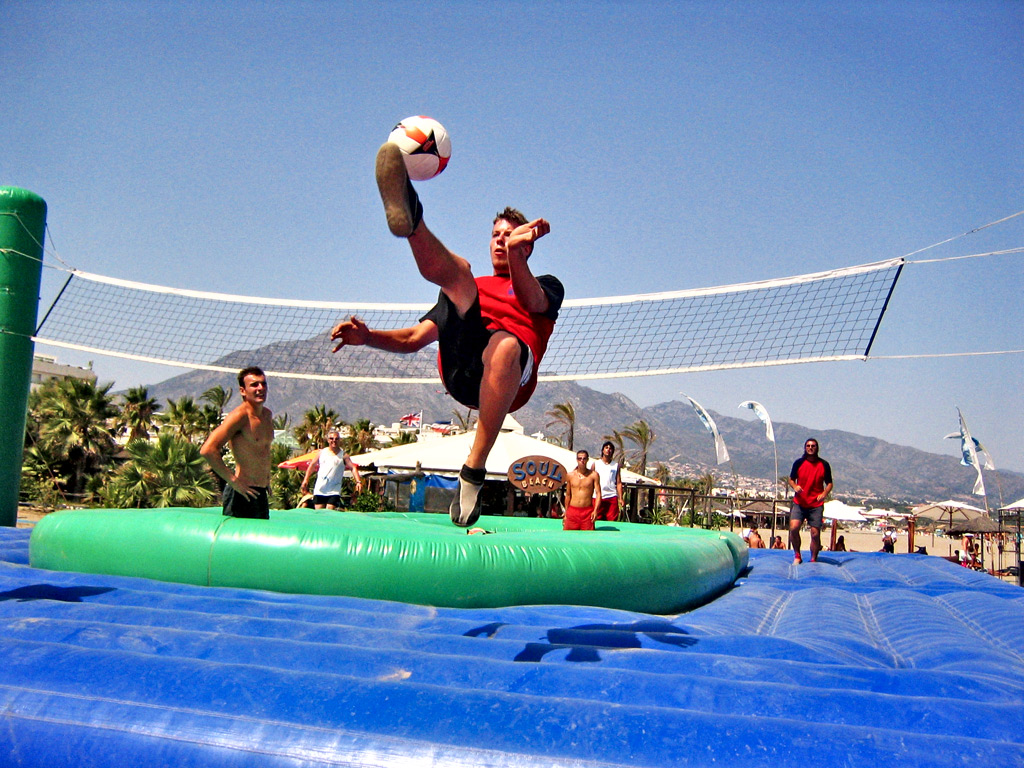
Un joueur sert la balle avec son pied

Le bossaball est un sport d'équipe créé en Belgique en 1994. Il ressemble au volley-ball, mais par certains côtés allie aussi des éléments propres au football, à la gymnastique, à la capoeira et au trampoline. Le terrain est séparé par un filet et chaque côté a un trampoline intégré sur le centre d'une surface gonflable, entouré d'un bossawall (le boudin gonflable qui entoure le trampoline).
Des clubs de bossaball existent dans de nombreux pays, comme le Brésil,, l'Allemagne,, les Pays-Bas,, l'Espagne, le Portugal, la Roumanie, Singapour,, le Koweït,, l'Équateur, ou encore l'Arabie saoudite.
Ce sport n'est pas un sport de plage, il peut être joué à l'intérieur ou à l'extérieur, sur toute surface où le terrain peut être gonflé.Le 5 avril 2009, il y a même eu un tournoi organisé sur la neige, en Autriche.

## Règles du jeu
Chaque équipe est composée de 3 à 5 joueurs. Un des joueurs (le passeur) se place sur le trampoline, les autres se placent autour de lui sur le terrain gonflable. Un des joueurs de l'équipe qui sert (le serveur) lance la balle à la main ou au pied dans les airs et tente de lancer la balle sur le terrain du camp adverse. L'équipe adverse, si elle arrive à rattraper la balle, peut utiliser au maximum 8 contacts avec cette balle avant de la relancer dans l'autre camp.
Ces contacts peuvent être faits avec toutes les parties du corps (maximum 2 contacts successifs avec la tête ou les pieds, maximum 1 contact avec les mains). Pendant cet échange, la balle est lancée autour du trampoline, de manière que le passeur ait le temps de prendre de l'élan et de lancer la balle en hauteur.
L'équipe en défense prépare son contre pendant ce temps-là : le joueur au filet saute le plus haut possible pour contrer l'attaque adverse. L'équipe adverse récupère la balle (le plus souvent la balle est rattrapée à l'aide des avant-bras ou des pieds) et attaque à son tour.
Le jeu continue ainsi, jusqu'à ce que la balle touche le sol gonflable dans les zones à point.

## Système de points
Quand le ballon touche le sol du trampoline ou des ballons gonflables, dans les limites du terrain, l'équipe qui attaque marque des points. Quand la balle tombe dans la zone du trampoline, l'équipe adverse marque 9 points. Si la balle touche les ballons gonflables, l'équipe adverse touche 1 point. Par contre, si la balle touche le bossawall, la partie continue et aucun point n'est marqué.
L'équipe qui gagne fait le service suivant. Si l'équipe qui a marqué a déjà gagné le point précédent, le même joueur sert. Si l'équipe adverse avait marqué au tour précédent, les joueurs de l'équipe qui sert échangent leur place dans le sens des aiguilles d'une montre avant de relancer la balle. 
Le match continue, l'équipe gagnante est la première à atteindre 25 points (avec 2 points d'avance sur l'autre équipe). Le match se déroule en 3 manches. 

## Championnats du monde
Les organisateurs internationaux de ce sport sont la Bossaball Sports S. L. (située en Espagne) et la Music and Sports BV (basée en Hollande).
- 1re Coupe du monde de bossaball 2009 (organisée en Turquie), finalistes[22] :
  - 1er : Brésil
  - 2e : Belgique
  - 3e : Hollande
  - 4e : Koweit
  - 5e : Singapour